# 小行星12979
小行星12979（12979 Evgalvasilʹev）是一颗绕太阳运转的小行星，为主小行星带小行星。该小行星于1978年9月发现。

## 轨道参数
小行星12979的轨道半长轴为339 312 009 km（2.2681284 UA），离心率为0.178。